# 21616 Guhagilford
21616 Guhagilford è un asteroide della fascia principale. Scoperto nel 1999, presenta un'orbita caratterizzata da un semiasse maggiore pari a 2,3545029 UA e da un'eccentricità di 0,1271756, inclinata di 6,74433° rispetto all'eclittica.